# Don Duco

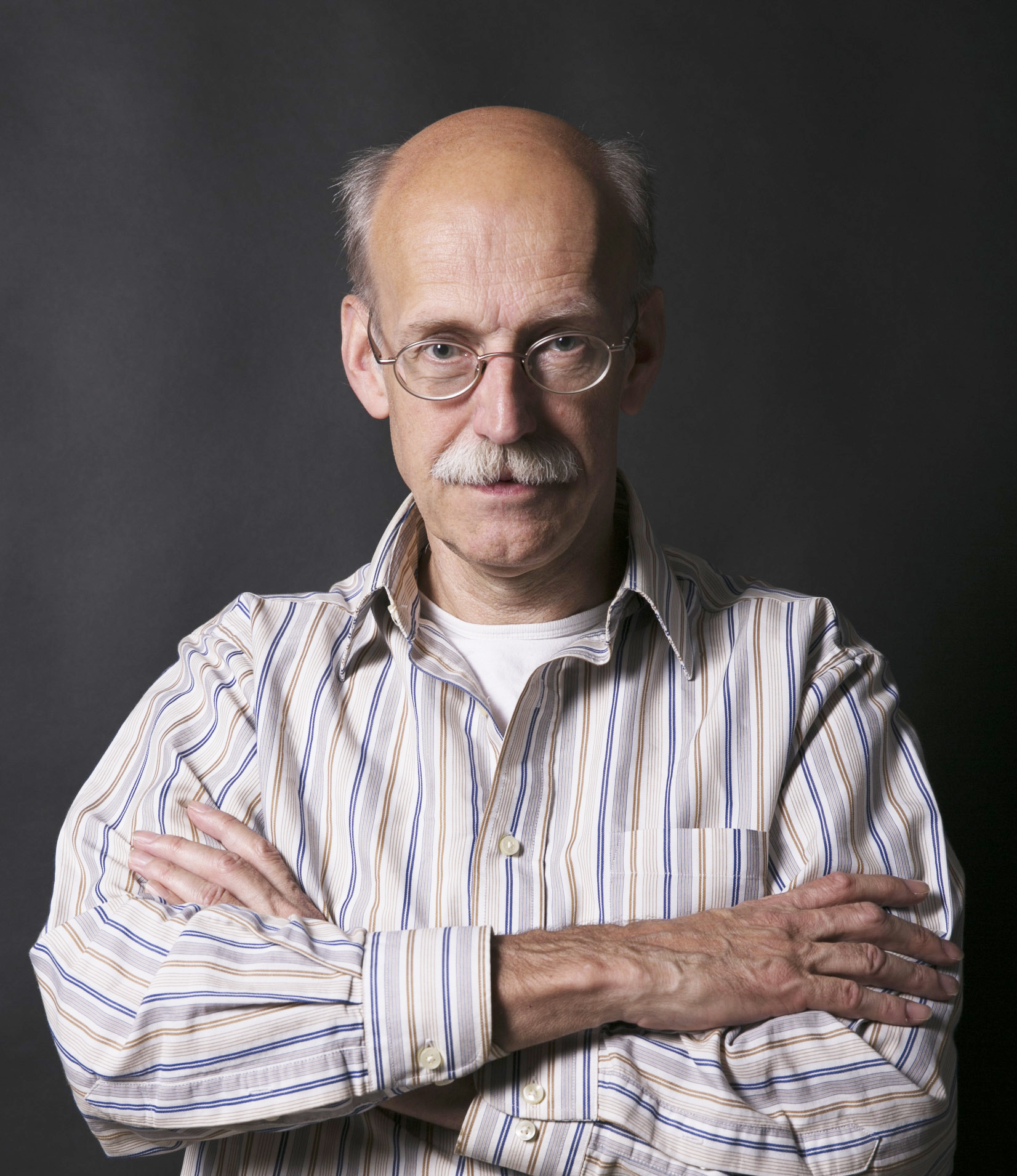
Don Duco

Drs. D.H. (Don) Duco (Amsterdam, 25 september 1953) is oprichter en conservator van het Amsterdam Pipe Museum. Hij wordt internationaal beschouwd als een van de invloedrijkste onderzoekers op het gebied van de tabakspijp en de cultuur van het roken.

## Levensloop
Duco startte als jonge amateurarcheoloog met het aanleggen van een encyclopedische verzameling Nederlandse pijpmodellen en –merken. Dit vormde sinds 1969 de basis voor wat uit zou groeien tot het Amsterdam Pipe Museum. Sinds die tijd is zijn aandacht – en daarmee ook de focus van het museum - altijd verdeeld geweest tussen collectievorming en onderzoek.
In 1975 kreeg dit werk een publieke zichtbaarheid door de opening van een permanente tentoonstelling in een kunst- en antiekgalerie in Amsterdam. Na de Reinwardt Academie verdiepte Duco zijn opleiding in 1980 met een studie Kunstgeschiedenis aan de Universiteit Leiden, afgerond in 1987. Zijn afstudeerscriptie werd een jaar later door de Koninklijke Nederlandse Academie van Wetenschappen bekroond met een prijs voor wetenschappelijk onderzoek.
In 1982 richtte hij samen met Benedict Goes in Leiden in de Regentenkamer van Hof Meermansburg een museum in onder de naam Pijpenkabinet.
In 1995 verhuisde het museum naar Amsterdam, waar het in 2013 omgedoopt werd tot Amsterdam Pipe Museum. Dankzij het actieve acquistiebeleid van Duco beheert het museum nu een collectie van ruim 35.000 objecten, wereldwijd de grootste collectie op dit gebied.

## Werkzaamheden
Duco’s bijdrage aan de kennis over de historische tabakspijp is meerledig. Door het bijeenbrengen van een zeer gevarieerde collectie heeft hij een overzicht van de historische rookcultuur in de wereld samengebracht. Met zijn niet-aflatende inzet voor het documenteren van deze collectie, thans in een online collectie-database via internet voor iedereen raadpleegbaar, heeft Duco een uniek kennisbestand neergezet.
Twintig jaar archiefonderzoek, met name in Gouda, heeft Duco tot de expert gemaakt op het gebied van de Nederlandse pijpennijverheid, het verdwenen handwerk van het vervaardigen van kleipijpen, waarin Nederland driehonderd jaar toonaangevend is geweest. In de ontsluiting en ordening van archieven over de Goudse pijpenmakers is Duco toonaangevend geweest. Dit heeft in Engeland en Duitsland geleid tot vergelijkbaar onderzoek.
Duco schreef talloze rapporten van archeologische pijpvondsten voor Nederlandse en Belgische universiteiten en opgravende instellingen, artikelen in wetenschappelijke tijdschriften, jaarboeken en webpublicaties. Daarmee heeft zijn werkwijze en in het bijzonder zijn vocabulair navolging gekregen in de communicatie onder verzamelaars en in publicaties in binnen- en buitenland.

## Onderscheidingen
- 2020 European Heritage Award / Europa Nostra Prijs, Cartegory “Dedicated Service by individuals”, een waardering van de Europese Commissie voor langdurige inzet voor de cultureel erfgoed.[1]
- 1998 Confrère Maître Pipier
- 1996 Pijproker van het Jaar[bron?]
- 1992 Life memberschip Académie Internationale de la Pipe
- 1988 Johan de la Court Prijs van de Koninklijke Nederlandse Academie van Wetenschappen

## Publicaties
Don Duco heeft in zijn nog steeds actieve carrière honderden artikelen en een tiental boeken geschreven. Zijn eerste publicatie verscheen in 1973. Waar de focus van studie aanvankelijk gericht was op de kleipijp, heeft Duco in vijftig jaar een groot deel van het spectrum kunnen beschrijven, met inbegrip van porselein, hout, meerschuim en andere materialen. Ook de rookattributen van etnografische herkomst hebben zijn belangstelling. In zijn publicaties weet Duco de tabakspijp te positioneren als spiegel van de maatschappij.